# جوسيمار كينتيرو
جوسيمار كينتيرو (3 فبراير 1997 بغواياكيل في الإكوادور - ) هو لاعب كرة قدم إكوادوري في مركز الوسط. لعب مع نادي برشلونة.

## روابط خارجية
- جوسيمار كينتيرو على موقع قاعدة بيانات كرة القدم.إي يو (الإنجليزية)
- جوسيمار كينتيرو على موقع Soccerway.com (الإنجليزية)